# Хаос Іані
Хаос Іані (лат. Iani Chaos) — це хаос на планеті Марс, розташований у південній частині долини Арес, у квадранглі Маргарітіфер Синус (MC-19), з центром приблизно в ~342°E, 2°S. Є місцем, звідки почалося формування долини Арес. Вважається, що хаос утворився через вихід підземних вод або льоду, що призвело до затоплення поверхні та утворення долини. У межах хаосу Іані знаходяться гладкі, пологі відкладення, від світлого до середньо-темного відтінку, що утворюють стратиграфічні шари поверх хаотичного рельєфу. Ці відкладення багаті на гідратований мінерал, найімовірніше, гіпс, а також гематит.

## Марсіанська наукова лабораторія
Кілька ділянок у квадранглі Маргарітіфер Синус було запропоновано як зони для відправлення наступного великого марсоходу Марсіанської наукової лабораторії НАСА. Хаос Іані увійшов до 33 найкращих місць для посадки. Нижче представлено зображення потенційної зони посадки в хаосі. На цій території знайдено поклади гематиту та гіпсу. Ці мінерали зазвичай утворюються у присутності води.
Метою Марсіанської наукової лабораторії є пошук слідів давнього життя. Вчені сподіваються, що майбутня місія зможе повернути зразки з місць, які мають потенціал зберігати залишки життя. Для безпечної посадки космічного апарата потрібне пласке та рівне коло діаметром 12 миль (близько 19 км). Геологи зосереджують увагу на дослідженні місцевостей, де колись збиралася вода. Вони хотіли б дослідити шари осадових порід.

## Галерея

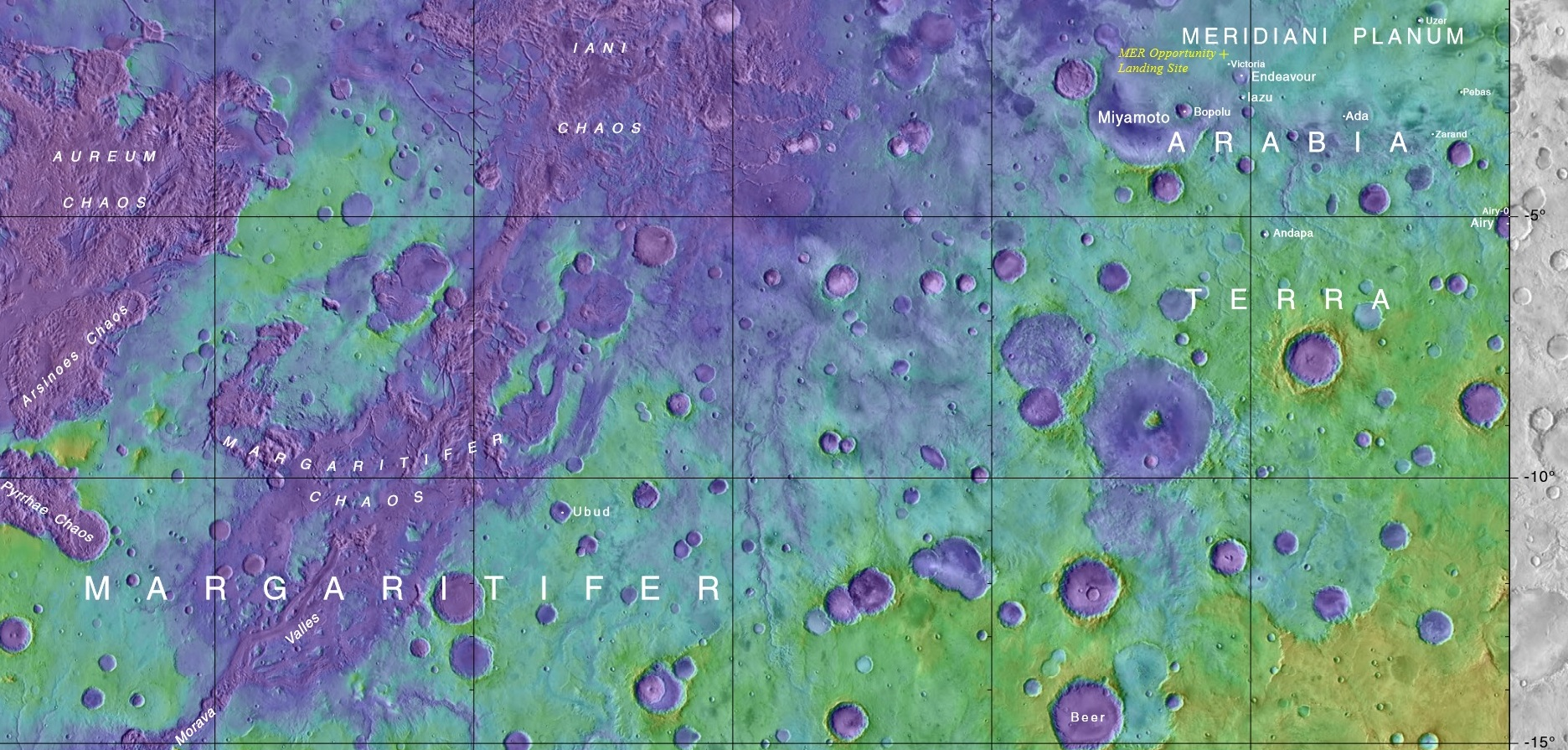
Карта, на якій показано місцезнаходження хаосу Арсіоноес (крайній ліворуч), хаосу Іані, хаосу Золотий, хаосу Маргарітіфер та інших прилеглих об’єктів
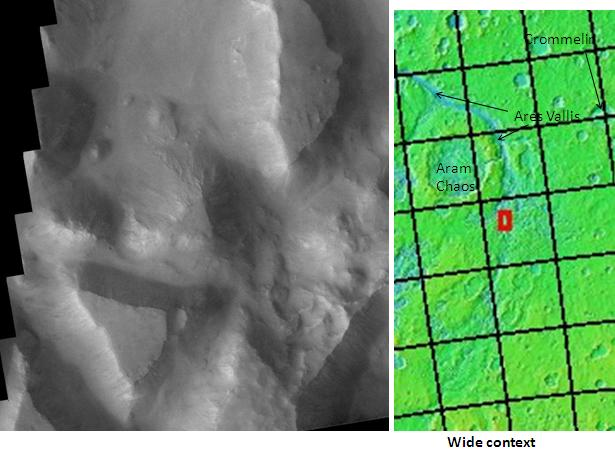
Хаос Іані, знімок супутника THEMIS. Пісок, що утворився внаслідок ерозії, покриває світліші породи на дні. Натисніть на зображення, щоб побачити зв’язок хаосу Іані з іншими локальними об’єктами.
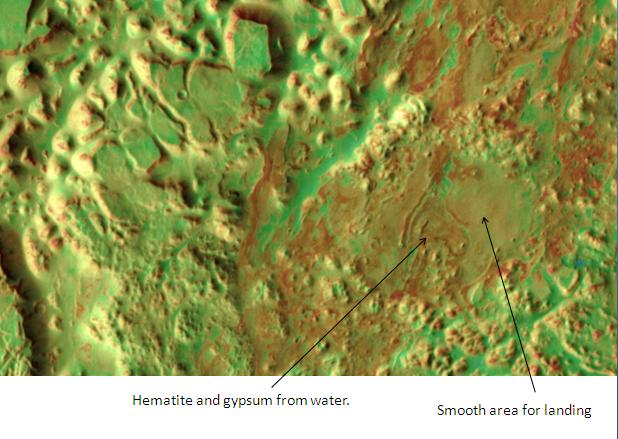
Зона посадки в хаосі Іані, знімок супутника THEMIS